# にっぽんワチャチャ
にっぽんワチャチャは、日本の女性3人組のアイドルグループ。略称はワチャチャ、日騒。ファンの呼称はワチャポ。プロデューサーは元芸人でお笑いコンビ「ニューポップオーケストラ」ボケ担当の松村一平。

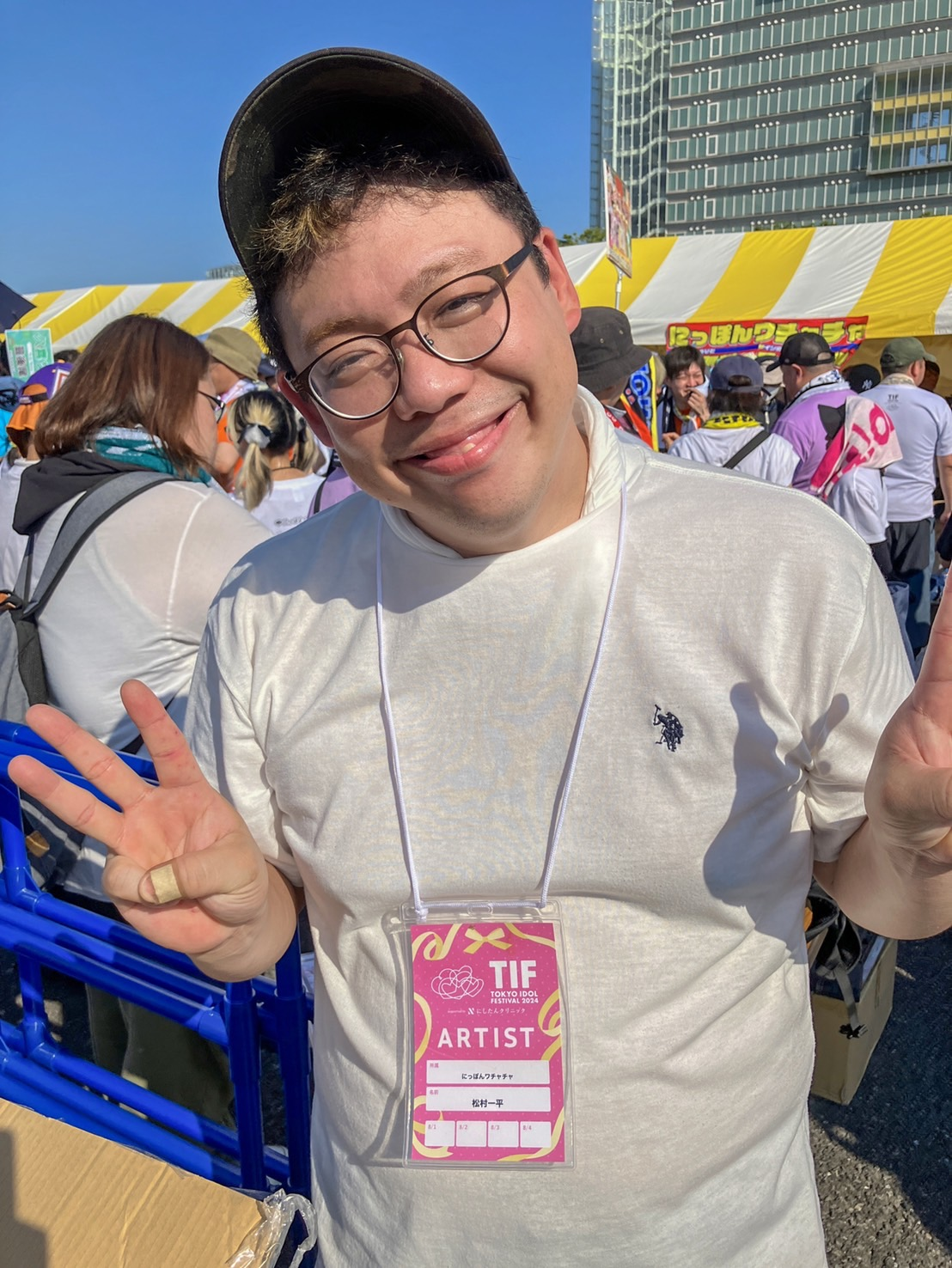
松村一平プロデューサー TIF2024

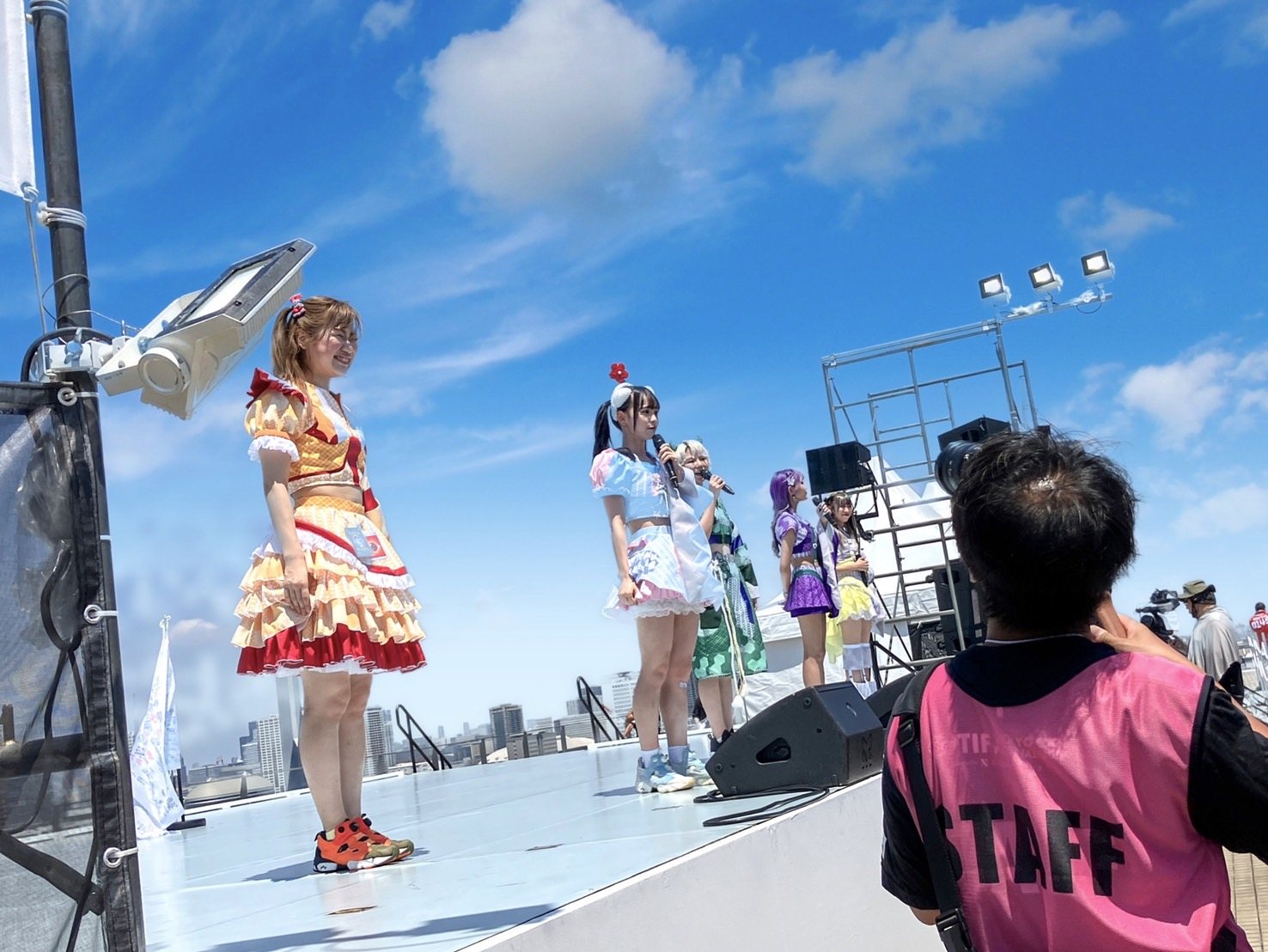
にっぽんワチャチャ TIF2024（SKY STAGE）

## 概要
にっぽんワチャチャは、2020年3月28日ににっぽんのウイルスという名称でデビューしたアイドルグループ。略称はワチャチャ、日騒。ファンの呼称はワチャポ（ワチャチャピーポーの略）。デビュー時のメンバーは、遠藤Nozomi、渡辺Lili、鈴木Mob.、田中Ruruの4人。グループのテーマがお笑いということもあり、メンバーは自らのことを「アイドルと芸人のハーフ」としている。
週に数回の頻度でライブを行っているほか、YouTubeにも力を入れている。ライブのスケジュールはTimeTreeで確認することができる。

デビュー直後に、新型コロナウイルス感染症(COVID-19)の世界的大流行により、「ウイルス」という名称が新型コロナウイルスを連想させてしまい、不快に感じる人がいると判断して、「にっぽんワチャチャ」という名称に変更された。
にっぽんのウイルスという名称は、「自分たちのやっていることが一人でも多くの人を笑顔にしてそれが日本中に広まれば良いと思って付けた」とし、決して炎上商法で付けた名称ではないとしている。

2021年1月12日には、初のワンマンライブを果たしており、同日に初の配信アルバムも発売された。
日本武道館でのワンマンライブを目標に掲げており、デビューから3年以内に武道館ライブの開催が決定できなければ解散すると宣言していた。しかし、3周年ライブにて、武道館にはまだ至らなかったことを発表した。社長とメンバーの「嘘」という名のお願いを観客が拍手で受け入れたことにより、「泣きの1年」と呼ばれる活動延長期間が始まった。その後、Zepp東名阪ツアー最終日にて、2025年3月31日に開催される予定であると発表された。
脱退や加入を経て、5人で活動していたが、2025年3月31日をもって5人体制を終了した。

## 略歴

### デビュー前

#### 2020年
- 2月1日、公式Twitterと公式YouTubeで「にっぽんのウイルス」結成を発表[1][10]。
- 2月29日、3月7日、3月14日の3回に分けて、全6曲のオリジナルソングを公式Twitterと公式YouTube上で公開[11][12][13][14]。

### デビュー後

#### 2020年
- 3月28日、大阪LIVE HOUSE Rumioでのファーストライブにて、「遠藤Nozomi」「渡辺Lili」「鈴木Mob.」「田中Ruru」の4人でデビュー。デビューライブのサブタイトルは「博士！新しい病原体の発見です！」[10]
- 3月29日、公式YouTube上で、2021年1月12日に、心斎橋BIGCATにて1stワンマンライブを開催することを発表。
- 4月24日、鈴木Mob.の一発ギャグが公式Twitter上で公開される[15]。
- 6月5日、新型コロナウイルス感染症(COVID-19)の世界的大流行により、「ウイルス」という名称に嫌悪感を抱く人が出てくることを考慮し、改名することを発表する[2]。
- 7月1日、「にっぽんのウイルス」という名称から、「にっぽんワチャチャ」に改名[3][4]。
- 7月17日、田中Ruruが、怪我によって活動休止する[16]。
- 8月26日、公式YouTubeチャンネルが収益化される。
- 9月9日、活動休止中だった田中Ruruが9月7日をもってメンバーを脱退したことが公式Twitter上で発表される[17]。
- 12月7日、公式Twitter上で新メンバー募集を発表[18]。

#### 2021年
- 1月12日、心斎橋BIGCATで、初のワンマンライブを開催。サブタイトルは「見たことのない景色へ。これからの話をしよう。」。同日に初の配信アルバム「(笑)KAKKOWARAI」も発売。更に、活動拠点を大阪から東京へ移すことを発表。
- 1月14日、公式YouTube上で、9月から東名阪ツアーにタイのバンコクを加えて4ヶ月連続でのワンマンライブ開催を発表[19]。
- 8月1日、12月に開催を予定していた、タイ バンコクでのワンマンライブを、新型コロナウイルス感染症(COVID-19)の終息の目処が見えないことにより、無期限の延期とした。代わりに石川県金沢市田井町でのワンマンライブ開催を発表[20]。
- 8月1日、次ににっぽんワチャチャが目指すステージを「武道館で振る舞い酒」とした[5]。
- 9月5日、梅田TRADにてワンマンライブを開催。
- 10月3日、名古屋ReNY limitedにてワンマンライブを開催。このライブで、新メンバー3人「中村Ame」「高橋Yagura」「前田Maton」の発表がされた。
- 11月7日、赤羽ReNY alphaにてワンマンライブを開催。
- 12月19日 - 12月20日、石川県金沢市田井町にてワンマンライブとオフ会を開催。

#### 2022年
- 1月12日より、「中村Ame」「高橋Yagura」「前田Maton」二期生からなるユニット「ミニワチャ」としても活動。YouTube動画投稿も開始。
- 2月27日、中村Ame・高橋Yagura生誕祭にて、鈴木Mob.ソロプロジェクト企画・ヴィレッジヴァンガードコラボ、遠藤Nozomiの冠ラジオ「HAPPY HOUR☆FRIDAY」決定、渡辺Liliアパレルブランド共同制作、ミニワチャによる楽曲制作、2周年ライブの開催、ファンクラブ開設、地上波TVレギュラーを発表。
- 4月1日、公式ファンクラブ開設
- 4月1日、サンテレビ「バキバキ☆ビート」レギュラーとして初回の出演。
- 4月7日、ShibuyaCross-FMにて遠藤Nozomiの「HAPPY HOUR☆FRIDAY」放送開始。
- 5月7日、渋谷WOMBにて「にっぽんワチャチャ2周年ライブ」を開催。サブスク解禁、前田Maton生誕祭、鈴木Mob.生誕祭の開催を発表。
- 6月11日、ワチャチャベスト「W」と「WW」の計22曲のサブスク配信開始。
- 6月25日、目黒鹿鳴館にて「前田Maton生誕祭」を開催。
- 7月15日、大阪城野外音楽堂にて「にっぽんワチャチャ 大阪野音フルバンドワンマン！」を開催。
- 8月24日、ABEMA『矢口真里の火曜The NIGHT』に鈴木、遠藤がリモート出演。
- 11月20日、東京キネマ倶楽部にて「遠藤Nozomi生誕祭」を開催。
- 12月11日、池袋Studio Mixaにて「渡辺Lili生誕祭」を開催。

#### 2023年
- 1月27日、池袋harevutaiにて「高橋Yagura爆誕祭2023 ~ヤグーの大冒険~」を開催。
- 2月22日、NAGOYA ReNY limitedにて「中村Ame生誕祭2023 ~主役はあめちゃん~」を開催。
- 2月、鈴木Mob.が週刊プレイボーイに掲載され、グラビアアイドル活動を開始[21][22]。
- 3月25日、横浜にある1000CLUBにて「にっぽんワチャチャ3周年ライブ ~大切なお知らせ~」を開催。
- 4月22日、「shoW time!」の計11曲のサブスク配信開始。
- 5月28日、東京湯楽城にて「前田Maton生誕祭 ようこそ湯の国マティンコランドへ！」を開催。
- 7月4日、Zepp Osaka Baysideにて東名阪Zeppツアー大阪編を開催。
- 7月、日本テレビ系「バズリズム 02」内の密着フカボリズムが4週にわたり放送。
- 8月6日、「TOKYO IDOL FESTIVAL 2023」に初出演。2公演目が雷雨により中止。
- 8月12日、ところざわサクラタウンにて『鈴木Mob.生誕祭「ひと、夏の夜。」』を開催。
- 8月20日、「SUMMER SONIC 2023」に初出演。
- 8月27日、「＠JAM EXPO 2023 supported by UP-T」に初出演。
- 9月4日、Zepp Nagoyaにて東名阪ツアー名古屋編を開催。
- 9月11日、前田Maton脱退[23]。
- 9月30日、心斎橋ANIMAにて「鈴木Mob.生誕祭〜ワチャチャミックス〜」を開催。
- 11月9日、Zepp Shinjukuにて東名阪ツアー東京編を開催。また、この場でかねてより目標に掲げていた日本武道館でのワンマンライブの開催を発表[8]。
- 12月1日、東京ドームシティアトラクションズシアターGロッソにて「のぞりり生誕祭2023 〜ワチャチャ戦国時代〜」を開催。

#### 2024年
- 1月13日、SUPERNOVA KAWASAKIにて「中村Ame生誕祭2024　-あめふるわんだふる-」および「高橋Yagura爆誕祭2024　-ヤグーの大冒険2-」を開催。
- 3月2日、LINE CUBE SHIBUYAにて「にっぽんワチャチャ4周年ライブ -武道館まで、あと394日-」を開催。サブスク「Warush」解禁、ファンクラブ「ワチャチャ倶楽部」開設、全国インストアライブツアーの開催、「アイドルがやったことなさそうな場所でライブしてみようツアー」の開催を発表。
- 全国インストアライブツアー「来年に日本武道館でワンマンライブを控えてるんですけど、どうしてもワンマンライブに来てほしいので、少しだけライブ見てくれませんか？全国ツアー！！」を開催。
  - 5月3日、ららぽーと柏の葉（千葉県）
  - 5月18日、イーアスつくば（茨城県）
  - 6月15日、錦糸町マルイ（東京都）
  - 6月22日、ステラタウン（埼玉県）
  - 7月13日、KAMEIDO CLOCK（東京都）
  - 8月31日、アリオ八尾（大阪府、台風10号のため中止）
  - 9月1日、ヨドバシカメラマルチメディア梅田（大阪府、台風10号のため中止）
  - 9月22日、タワーレコード札幌パルコ店（北海道）
  - 9月23日、ヴィレッジヴァンガードさっぽろ東急店（北海道）
  - 10月27日、イオンモール新居浜（愛媛県）
  - 11月10日、コクーンシティ（埼玉県）
  - 12月29日、ヴィレッジヴァンガード名古屋パルコ店（愛知県）
- 5月11日 - 12日、初の海外遠征となる台湾にてライブを行う。
- 6月23日、渋谷ストリームホールにて「MOB BIRTHDAY BAND ONEMAN LIVE」および「猫祭り-鈴木Mob.生誕祭とは？-」を開催。
- 「変なところワンマンツアー」を開催。
  - 7月16日、ギャラクシティ（プラネタリウム）
  - 8月18日、笹塚ボウリング（ボウリング）
  - 9月28日、和歌山城（お城）
  - 10月19日、立川立飛BEACH（BBQ）
- 7月21日、「SEKIGAHARA IDOL WARS 2024 -関ケ原唄姫合戦- 10thAnniversary」に初出演。
- 8月3日 - 4日、「TOKYO IDOL FESTIVAL 2024」に2年連続出演。
- 8月11日 - 12日、「ドラゴンクイーンズフェスティバル～竜王アイドル夏祭り2024～」に初出演。
- 8月17日、「SUMMER SONIC 2024」に出演。
- 9月16日、「@JAM EXPO 2024 supported by UP-T」に出演。
- 10月31日発売のFRIDAY2024年11月15日号に鈴木が掲載。
- 11月13日、TBS「水曜日のダウンタウン」に鈴木が出演。
- 11月26日発売のGIANNA#13に中村が掲載。
- 12月2日、「Whatcha gonna do?-にっぽんワチャチャほぼ未発表アルバム！-」および「Wai！×Wai！-にっぽんワチャチャベストアルバム-」の配信および発売開始。CDの早期特典として、メンバーのランダム直筆サイン色紙が付属。
- 12月2日発売の週刊ビッグコミックスピリッツ2025年1号に中村が掲載。
- 12月10日、武道館ライブの演出のためのクラウドファンディング開始。

#### 2025年
- 1月5日、日比谷野外音楽堂にて「あけましておめでとうございます！〜武道館のチケット売れ行き発表会〜 in 日比谷野外音楽堂」を開催。
- 前年に引き続き、全国インストアライブツアー「来年に日本武道館でワンマンライブを控えてるんですけど、どうしてもワンマンライブに来てほしいので、少しだけライブ見てくれませんか？全国ツアー！！」を開催。
  - 1月25日、横浜ビブレniigo広場（神奈川県）
  - 2月11日、タワーレコードアミュプラザ博多店（福岡県）
- 2月2日、3月31日をもって鈴木Mob.が卒業することを発表[24]。
- 2月7日、3月31日をもって中村Ameが卒業することを発表[25]。
- 3月20日、Spotify O-eastにて「中村Ame 卒業ライブ 〜笑顔で開く門出のトビラ！〜」および「鈴木Mob. 卒業ライブ 〜末っ子がひとりだち〜」を開催。
- 3月31日、「にっぽんワチャチャ 日本武道館でワンマンライブやるで！ 〜約束の振舞酒〜」にて初の武道館ライブを行う。この日をもって鈴木Mob.と中村Ameの両名がグループを卒業した。
- 6月24日、新メンバー「七瀬Ribi」「三浦Miu!」「清水Itsuki」、および妹グループ「ミニワチャ」、青春パンクグループ「THE POWER」について発表された。

## メンバー

### 現メンバー
| 加入期 | 氏名                        | 生年月日                                                  | 出身地   | 血液型 | 愛称                        | ファン呼称  | 担当カラー | 備考 |
| ------ | --------------------------- | --------------------------------------------------------- | -------- | ------ | --------------------------- | ----------- | ---------- | ---- |
| 1期    | 遠藤Nozomi (えんどうのぞみ) | 1993年11月23日（31歳）                                    | 大阪府   | O型    | のぞみさん、 のぞみねえさん | のぞ民      | 緑         |      |
| 1期    | 遠藤Nozomi (えんどうのぞみ) | 酒くず代表スーパーチートの肝臓おばけ ワチャチャのリーダー |          |        |                             |             |            |      |
| 1期    | 渡辺Lili (わたなべりり)     | 1996年12月3日（28歳）                                     | 大阪府   | O型    | おりり、 りりさん           | リリヲ(LLW) | 紫         |      |
| 1期    | 渡辺Lili (わたなべりり)     | セクシー担当 纏う色気と溢れる母性でみんなを包む           |          |        |                             |             |            |      |
| 2期    | 高橋Yagura (たかはしやぐら) | 1月9日                                                    | 奈良県   | A型    | やぐら、やぐー              | やぐら犬    | オレンジ   |      |
| 2期    | 高橋Yagura (たかはしやぐら) | 得意技はポケカ 底がしれない爆弾娘                         |          |        |                             |             |            |      |
| 3期    | 七瀬Ribi (ななせりび)       | 2006年6月17日（19歳）                                     | 神奈川県 |        |                             |             | 赤         |      |
| 3期    | 七瀬Ribi (ななせりび)       | 生涯厨二病 エデンのスパイ                                 |          |        |                             |             |            |      |
| 3期    | 三浦Miu! (みうらみう)       | 2006年10月18日（18歳）                                    | 香川県   |        |                             |             | ピンク     |      |
| 3期    | 三浦Miu! (みうらみう)       | 世界一狂ってる地雷系                                      |          |        |                             |             |            |      |
| 3期    | 清水Itsuki (しみずいつき)   | 2000年3月31日（25歳）                                     | 岩手県   |        |                             |             | 水色       |      |
| 3期    | 清水Itsuki (しみずいつき)   | 蛇口からジャー 野球大好き                                 |          |        |                             |             |            |      |

### 元メンバー
| 加入期 | 氏名                     | 生年月日                                    | 出身地                                                           | 血液型 | 愛称         | ファン呼称 | 担当カラー | 脱退日        | 備考                                                       |
| ------ | ------------------------ | ------------------------------------------- | ---------------------------------------------------------------- | ------ | ------------ | ---------- | ---------- | ------------- | ---------------------------------------------------------- |
| 1期    | 田中Ruru (たなかるる)    | 1999年6月18日（26歳）                       |                                                                  | B型    |              |            | ピンク     | 2020年9月7日  |                                                            |
| 1期    | 鈴木Mob. (すずきもぶ)    | 1999年4月10日（26歳）                       | 大阪府                                                           | A型    | もぶぴ       | モブヲ     | 青         | 2025年3月31日 | 2025年4月12日 煌めき☆ アンフォレントへの加入が発表された。 |
| 1期    | 鈴木Mob. (すずきもぶ)    | 悪戯に目がないお転婆娘 青の絶対赤ちゃん担当 |                                                                  |        |              |            |            |               |                                                            |
| 2期    | 前田Maton (まえだまとん) | 1986年5月6日（39歳）                        | 埼玉県                                                           | B型    | まとん、まあ | 子羊       | 赤         | 2023年9月11日 |                                                            |
| 2期    | 前田Maton (まえだまとん) | 1986年5月6日（39歳）                        | アイドル界のスーパーDJ 世界の平和を守るヒーロー ジェンダーレス。 |        |              |            |            |               |                                                            |
| 2期    | 中村Ame (なかむらあめ)   | 1999年2月10日（26歳）                       | 愛知県                                                           | O型    | あめちゃん   | あめんぽ   | 白         | 2025年3月31日 |                                                            |
| 2期    | 中村Ame (なかむらあめ)   | 無口でクール ガチ恋メンヘラお手の物         |                                                                  |        |              |            |            |               |                                                            |

## プロデューサー
松村一平(まつむらいっぺい)
にっぽんワチャチャのプロデューサーであり社長。呼称はいっPさん（いっぺーさん）。元芸人。にっぽんワチャチャデビュー当初からメンバーと共によくステージやYouTubeチャンネルに登場している。1984年6月14日（41歳）、大阪府生まれ。

### 芸人時代
「ニューポップオーケストラ」（結成年：2013年9月8日／スパンキープロダクション所属）。《音楽 × 笑い = ニューポップス？！》 シンガーソングライターとお笑い芸人の2人からなる前代未聞の異色ユニット。相方の名前は日比直博（現在ソロアーティスト）。
M-1グランプリの公式サイトによると2015年2回戦敗退。2016年グループ活動休止を発表。
南條庄助（すゑひろがりず）と共に「うずまき」のメンバーとしても活動した。

## 出演

### テレビ
- 「バキバキ☆ビート」（2022年4月1日 - 、サンテレビ）- レギュラー
- 「バズリズム」（2023年7月、日本テレビ）
- 「AKIBA！NEW WAVE！完全版 #7」（2023年12月17日、スカパー！）
- 「バズるもん作るもん」（2024年4月17日、千葉テレビ）- 鈴木
- 「#ARIGATEENATV」（2024年11月11日、テレビ埼玉）- 遠藤
- 「水曜日のダウンタウン」（2024年11月13日、TBS）- 鈴木（爪跡を残したい激イタアイドル役）

### ウェブテレビ
- 「矢口真里の火曜The NIGHT 」（2022年8月24日、ABEMA）- 鈴木、遠藤
- 「ABEMA Prime」（2024年8月2日、ABEMA）- 鈴木
- 「ABEMA Prime」（2025年2月21日、ABEMA）- 鈴木
- 「FANTASTICSのイケメンを、壊したい！」（2025年3月5日、ABEMA）- 鈴木

### ラジオ
- 「女と男と木村のシャバダバ元気！！〇〇さんいらっしゃ〜い♪」（2020年10月1日、KBS京都ラジオ）
- 「りえてぃんの愛アイドルミーてぃんグ！！！」（2021年2月27日、エフエムあまがさき）
- 「0時を過ぎてもシンデレラ」（2021年2月27日、FM愛知）
- 「HAPPY HOUR☆FRIDAY」（2022年4月7日 - 、渋谷クロスFM）- 遠藤
- 「ミキシング！」（2023年10月25日、CRT栃木放送）- 遠藤、渡辺
- 「B・E・A・T」（2023年10月25日、エフエム栃木）- 遠藤、渡辺
- 「キラメキ放送局」（2023年11月1日、TOKYO MX2）- 遠藤、渡辺
- 「ドルビュー presented アイドルメディアMAITSU」（2023年12月14日、下北FM）- 遠藤、鈴木、松村
- 「二×戸」（2024年3月14日、カシオペアFM）- 中村
- 「オ・ランド」（2024年3月30日、カシオペアFM）- 中村
- 「Clip」（2025年2月5日、ラジオ関西）- 鈴木

## 作品

### 楽曲
| タイトル                                          | 初披露日       | 備考                                                                          |
| ------------------------------------------------- | -------------- | ----------------------------------------------------------------------------- |
| BADASS                                            | 2020年2月29日  | 3月28日のデビューに向けて、公式Twitter、公式YouTubeチャンネル上で公開された。 |
| ワチャチャガールズ (旧ウイルスガールズ)           | 2020年2月29日  | 3月28日のデビューに向けて、公式Twitter、公式YouTubeチャンネル上で公開された。 |
| 束縛QUEEN                                         | 2020年3月7日   | 3月28日のデビューに向けて、公式Twitter、公式YouTubeチャンネル上で公開された。 |
| 深い意味はないけどバナナが好き                    | 2020年3月7日   | 3月28日のデビューに向けて、公式Twitter、公式YouTubeチャンネル上で公開された。 |
| 愛の言葉は聞き飽きた                              | 2020年3月14日  | 3月28日のデビューに向けて、公式Twitter、公式YouTubeチャンネル上で公開された。 |
| キミとクエスト。                                  | 2020年3月14日  | 3月28日のデビューに向けて、公式Twitter、公式YouTubeチャンネル上で公開された。 |
| ハッピーリング                                    | 2020年6月7日   |                                                                               |
| Just wanna turn                                   | 2020年7月11日  |                                                                               |
| 借り物と勝利                                      | 2020年8月23日  |                                                                               |
| Fancy dress party                                 | 2020年10月17日 |                                                                               |
| はっぴぃばぁすでぃ                                | 2020年11月3日  |                                                                               |
| コール 〜最後まで言えるかな?〜                    | 2020年11月28日 | ファンから曲名を募集しメンバーらにて決定                                      |
| おまけのトナカイ                                  | 2020年12月5日  | 遠藤Nozomi渡辺Lili合同生誕祭にて初披露                                        |
| Every bady☆セイ!セイ!                             | 2020年12月5日  | 遠藤Nozomi渡辺Lili合同生誕祭にて初披露                                        |
| 今、伝えたいこと。                                | 2021年1月12日  | １stワンマンライブにて初披露                                                  |
| 推しジャン 〜最後まで飛べるかな?〜                | 2021年6月26日  | 上記【コール】同様公募し、決定した曲名                                        |
| Vertical reading                                  | 2021年6月26日  |                                                                               |
| PUI PUI♡HMT                                       | 2021年7月18日  | もぶぴ生誕祭大阪にて初披露                                                    |
| ワチャイナガールズ                                | 2021年７月25日 | もぶぴ生誕祭東京にて初披露 ワチャチャガールズの中華風アレンジ                 |
| ワチャチャ音頭                                    | 2021年8月15日  |                                                                               |
| KAN☆パイ！パイ！                                  | 2021年9月5日   | 東名阪ツアー大阪にて初披露                                                    |
| ユメガタリ。                                      | 2021年9月5日   | 東名阪ツアー大阪にて初披露                                                    |
| アウフヘーベン                                    | 2021年10月3日  | 東名阪ツアー名古屋にて初披露                                                  |
| Ignite love                                       | 2021年11月27日 | 遠藤・渡辺生誕祭～ミナミの夜に魅せる日騒会～にて初披露                        |
| Fly up                                            | 2022年5月７日  | ２周年ライブにて初披露                                                        |
| 騒げ！ワチャチャピーポー                          | 2022年5月７日  | ２周年ライブにて初披露                                                        |
| W-1ぐらんぷり                                     | 2022年6月19日  | 大阪定期公演にて初披露                                                        |
| #レンアイシュギョー                               | 2022年8月11日  | 東京定期公演にて初披露                                                        |
| Fill my 宴                                        | 202211月20日   | 遠藤Nozomi生誕祭にて初披露                                                    |
| 泡沫トゥデイ                                      | 2022年12月11日 | 渡辺Lili生誕祭にて初披露                                                      |
| 推しジャン〜最後まで飛べるかな２？〜              | 2022年12月29日 | グッとJOINT PARTY×iDOL LIVE JAPANにて初披露                                   |
| オタクラブみ                                      | 2023年1月25日  | 高橋Yagura爆誕祭2023〜ヤグーの大冒険〜にて初披露                              |
| おめで鯛                                          | 2023年2月22日  | 中村Ame生誕祭〜主役はあめちゃん〜にて初披露                                   |
| バンザイ!!!!!!!!!!!!                              | 2023年2月22日  | 中村Ame生誕祭〜主役はあめちゃん〜にて初披露                                   |
| めんばーしょうかい                                | 2023年3月25日  | ３周年ライブにて初披露                                                        |
| 約束の場所、                                      | 2023年3月25日  | ３周年ライブにて初披露                                                        |
| ひとりぼっち片思い                                | 2023年4月23日  | 東京定期公演にて初披露                                                        |
| グリコ                                            | 2023年7月4日   | 東名阪Zeppツアー 大阪編にて初披露                                             |
| Looking for you                                   | 2023年9月4日   | 東名阪Zeepツアー 名古屋編にて初披露                                           |
| Change                                            | 2023年9月4日   | 東名阪Zeepツアー 名古屋編にて初披露                                           |
| 推しがイチバン☆                                   | 2023年10月8日  | 各種サブスクにて公開 東名阪Zeepツアー 東京編にて初披露                        |
| コール 〜最後まで言えるかな?２〜                  | 2023年11月4日  | X（旧Twitter）とtiktokにて公開 東名阪Zeepツアー 東京編にて初披露              |
| ふるふる♡わんだふる                               | 2024年1月13日  | 中村Ame生誕祭2024 -あめふるわんだふる-にて初披露                              |
| キミに落ちゲー                                    | 2024年1月13日  | 高橋Yagura爆誕祭2024 -ヤグーの大冒険2-にて初披露                              |
| 気分上々↑↑                                        | 2024年4月30日  | 全曲+新曲1曲披露ライブ！にて初披露                                            |
| アタシの発見道                                    | 2024年5月26日  | 対決会社説明会 ブラック企業VSホワイト企業にて初披露                           |
| ネコしか勝たん！～ネコMIX最後まで言えるかにゃ？～ | 2024年6月23日  | 猫祭り-鈴木Mob.生誕祭とは？-にて初披露                                        |
| 夢の武道館へ＿                                    | 2024年8月4日   | TOKYO IDLE FESTIVAL 2024にて初披露                                            |
| シャンプー出えへん                                | 2024年10月7日  | 東京定期公演にて初披露                                                        |
| 怒怒怒 ～オタクver.～                             | 2024年10月26日 | 愛媛定期公演にて初披露                                                        |
| 花形宣言                                          | 2024年12月1日  |                                                                               |
| サマードロップ                                    | 2024年12月1日  |                                                                               |
| 私服ダサい                                        | 2024年12月1日  |                                                                               |
| イエロー                                          | 2024年12月1日  |                                                                               |
| 大人の条件                                        | 2024年12月1日  |                                                                               |
| ハミダシチャイナ                                  | 2024年12月1日  |                                                                               |
| ごめんなサイ                                      | 2025年2月10日  | 福岡定期公演にて初披露                                                        |

### アルバム
- Whatcha gonna do？ -にっぽんワチャチャほぼ未発表アルバム！-（2024年12月14日）- EAN 4948722589426
- Wai!×Wai! -にっぽんワチャチャベストアルバム-（2024年12月14日）- EAN 4948722589419